# Ridna Chata

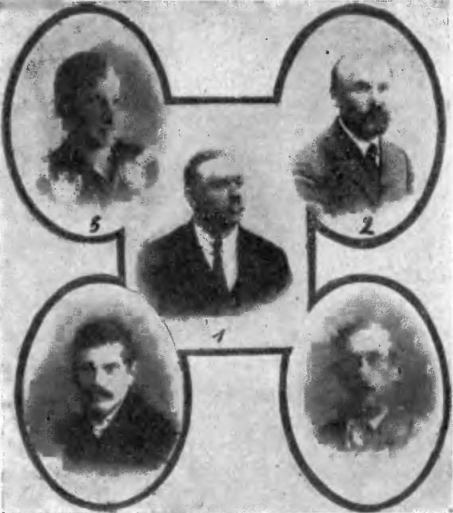
Liderzy Ridnej Chaty ok. 1924: Antin Wasyńczuk (przewodniczący, nr 1), Semen Lubarski (zastępca przewodniczącego, nr 2), Maria Fedoń (członek, 5), Konstanty Soszyńskyj (sekretarz, na dole po lewej) i Jan Nowosad (skarbnik, na dole po prawej)

Ridna Chata – ukraińskie towarzystwo kulturalno-oświatowe, działające na Chełmszczyźnie i Podlasiu przed II wojną światową, założone w Chełmie w 1920.
Towarzystwo działało w częściowej konspiracji (jego działalności zakazano w 1921), dopiero w 1922 uzyskało rejestrację i zgodę na działalność pod nazwą Rusińskie Towarzystwo Dobroczynne „Ridna Chata” (Pусинське добродійне товариство «Р. X.»). Zostało utworzone przez towarzystwo „Proswita” we Lwowie, które w ten sposób omijało zakaz prowadzenia jego działalności na terenach poza Galicją Wschodnią.
Centrala Towarzystwa znajdowała się w Chełmie, we własnym budynku mieszczącym półprofesjonalny teatr, księgarnię „Buh”, chór, czytelnię. Posiadało ono filie terenowe (w 1927 – 90, w 1930 – 125), prowadzące również chóry, czytelnie, biblioteki, teatry amatorskie, nauczanie języka ukraińskiego, oraz działalność spółdzielczą. Najwięcej filii „Ridnej Chaty” działało w powiecie włodawskim (33), hrubieszowskim (32), chełmskim i tomaszowskim (po 20), w innych po 2 do 6 filii.
Głównymi działaczami byli: Antin Wasyńczuk, Pawło Wasyńczuk, Jakiw Wojtiuk, Semen Lubarski, Stepan Makiwka, Iwan Pasternak (pierwszy przewodniczący Towarzystwa), O. Roczniak, K. Soszyńskyj.
Pod koniec lat 20. kierownictwo Towarzystwa przechwycili działacze Sel-Robu-Lewica ze Stepanem Makiwką na czele, co dało władzom pretekst do likwidacji „Ridnej Chaty” w 1930.
Towarzystwo przyczyniło się znacznie do poszerzenia i zwiększenia ukraińskiej świadomości narodowej. Po klęsce Polski w 1939 organizację odtworzono i liczba filii „Ridnej Chaty” znacznie wzrosła. W lecie 1940 zamiast Towarzystwa utworzono Ukraińskie Towarzystwa Oświatowe (Українські Освітні Товариства, UOT).